# Noël varié
Il noël varié (lett. natale variato) per organo è un genere musicale specificamente francese i cui primi esempi risalgono al XVII secolo ma la cui tradizione è sicuramente più antica.
Si tratta di pezzi i cui temi, tratti da melodie natalizie popolari, danno luogo a improvvisazioni e sviluppi nella tecnica della variazione (melodica, ritmica, timbrica, ecc) e che sono suonati durante l'Avvento e nelle celebrazioni della sera di Natale in attesa della mezzanotte. Sono anche stati suonati, in ambienti privati, al clavicembalo e, verso la fine del Settecento, al fortepiano (è a questo strumento che Claude Balbastre destina i propri noël).
La prima raccolta proviene da Nicolas Gigault (1682) e il successo della formula trascina dietro di sé molti compositori come Nicolas Lebègue, André Raison, i Dandrieu (Pierre e Jean-François), Louis-Claude Daquin, Claude Balbastre, Michel Corrette, Josse-François-Joseph Benaut, Jean-Jacques Beauvarlet-Charpentier, Guillaume Lasceux e Pierre Pincemaille.

## Esempio sonoro
Noël nº 10 sur les jeux d'anches di Louis-Claude Daquin sul tema Bon Joseph, écoutez-moi.
Registrazione:
- Numerosi cambi di registrazione fanno sentire, di volta in volta, sui tre manuali e la pedaliera, la voix humaine, il regale, il cromorno, la tromba, l'oboe, la petite batterie d'anches (tromba e clairon), il cornetto, il fagotto, la grande batterie d'anches (bombarda, tromba e clairon) e delle ance en chamade (cioè con le canne orizzontali che sporgono dal corpo dello strumento) sull'ultima cadenza.

### Spartiti liberi
- e-Partitions Archiviato il 2 febbraio 2013 in Internet Archive. : vari noël varié di Balbastre, Beauvarlet-Charpentier, Corrette, Dandrieu, Daquin, Franck, Gagnon, Gigault, Guilmant, Lasceux, Lebègue, Montber, Raison, ecc.